# Blautia coccoides
Blautia coccoides es una bacteria grampositiva del género Blautia. Fue descrita en el año 2008, es la especie tipo. Su etimología hace referencia a forma de coco. Anteriormente conocida como Clostridium coccoides. Es anaerobia estricta, inmóvil y formadora de esporas. Tiene forma cocoide con un tamaño de 0,6-1 μm por 0,6-1,5 μm. Temperatura de crecimiento entre 25-45 °C, óptima de 37 °C. Forma colonias circulares, convexas, lisas y amarillentas. Sensible a penicilina y rifampicina. Resistente a colistina y kanamicina. Se ha aislado de heces de ratón y forma parte de la microbiota intestinal humana.